# Pterolophia undulata
Pterolophia undulata är en skalbaggsart. Pterolophia undulata ingår i släktet Pterolophia och familjen långhorningar.

## Underarter
Arten delas in i följande underarter:
- P. u. undulata
- P. u. satrapa
- P. u. tidorensis